# Lysmata udoi
Lysmata udoi is een garnalensoort uit de familie van de Hippolytidae. De wetenschappelijke naam van de soort is voor het eerst geldig gepubliceerd in 2009 door Baeza, Bolaños, Hernandez & López.